# Jan Bråthe
Jan Bråthe, född 1947 i Norge är en popmusiker, verksam på bas, trombon och sång.
Under 1960-talet spelade han bas i popgruppen The Hounds som hade flera hits på Tio i topp 1966-68, bland annat The Lion sleeps tonight. På 1970-talet körade han bland annat i Melodifestivalen 1977. Janne Bråthe var under 1980-talet med i husbandet på King Creole vid Kungsgatan i Stockholm. Han har också under flera år arbetat som trombonlärare på musikskolan i Nacka.